# OCN (kênh truyền hình)
OCN là một kênh phim trên cáp cơ bản trên khắp Hàn Quốc, thuộc sở hữu của Bộ phận E&M của CJ ENM. Trong những năm 2000, nó đã trở thành đài truyền hình được xem nhiều nhất ở Hàn Quốc, điều đó đã thúc đẩy họ tạo ra khẩu hiệu tiếng Anh được công nhận rộng rãi của họ, "kênh số một Hàn Quốc".

## Chương trình
| Các phim đang phát sóng       | Các phim đang phát sóng | Các phim đang phát sóng | Các phim đang phát sóng    | Các phim đang phát sóng | Các phim đang phát sóng |
| Ngày phát sóng                | Chương trình            | Tiêu đề ban đầu         | Ngày bắt đầu               | Chú thích               |                         |
| ----------------------------- | ----------------------- | ----------------------- | -------------------------- | ----------------------- | ----------------------- |
| Thứ Bảy và Chủ Nhật 22:30 KST | The Uncanny Counter     | 경이로운 소문           | 28 tháng tháng 11 năm 2020 |                         |                         |

### Tỷ lệ người xem
- Bảng dưới đây liệt kê top 10 phim truyền hình có tỷ suất người xem trung bình cao nhất (trên toàn quốc), tập tương ứng có xếp hạng cao nhất và ngày.

| # | Series                 | Xếp hạng hộ gia đình trên toàn quốc (Nielsen) | Ngày phát sóng tập cuối   | Chú thích |
| - | ---------------------- | --------------------------------------------- | ------------------------- | --------- |
| 1 | The Uncanny Counter    | 10.581%                                       | 17 tháng 1 năm 2021       | [ 2 ]     |
| 2 | Voice 2                | 7.086%                                        | 16 tháng 9 năm 2018       | [ 3 ]     |
| 3 | Watcher                | 6.585%                                        | 25 tháng 8 năm 2019       | [ 4 ]     |
| 4 | Tunnel                 | 6.490%                                        | 21 tháng 5 năm 2017       | [ 5 ]     |
| 5 | Life on Mars           | 5.851%                                        | 5 Agustus 2018            | [ 6 ]     |
| 6 | Player                 | 5.803%                                        | ngày 11 tháng 11 năm 2018 | [ 7 ]     |
| 7 | Voice 3                | 5.517%                                        | ngày 30 tháng 6 năm 2019  | [ 8 ]     |
| 8 | Voice                  | 5.406%                                        | 12 Maret 2017             | [ 9 ]     |
| 9 | Save Me                | 4.797%                                        | ngày 24 tháng 9 năm 2017  | [ 10 ]    |
| 9 | Bad Guys: City of Evil | 4.797%                                        | ngày 4 tháng 2 năm 2018   | [ 11 ]    |

- The table below lists the top 10 dramas with the highest nationwide viewers (million), corresponding episode with highest nationwide viewers and the date.

| #  | Series                               | Nationwide viewers number in million (Nielsen) | Final episode date        | Ref    |
| -- | ------------------------------------ | ---------------------------------------------- | ------------------------- | ------ |
| 1  | The Uncanny Counter                  | 2.801                                          | ngày 17 tháng 1 năm 2021  | [ 12 ] |
| 2  | Voice 2                              | 1.957                                          | ngày 16 tháng 9 năm 2018  | [ 13 ] |
| 3  | Life on Mars                         | 1.730                                          | ngày 5 tháng 8 năm 2018   | [ 14 ] |
| 4  | Watcher                              | 1.602                                          | ngày 25 tháng 8 năm 2019  | [ 4 ]  |
| 5  | Voice 3                              | 1.534                                          | ngày 30 tháng 6 năm 2019  | [ 15 ] |
| 6  | Player                               | 1.515                                          | ngày 11 tháng 11 năm 2018 | [ 16 ] |
| 7  | Bad Guys: City of Evil               | 1.307                                          | ngày 4 tháng 2 năm 2018   | [ 17 ] |
| 8  | Tell Me What You Saw                 | 1.192                                          | ngày 22 tháng 3 năm 2020  | [ 18 ] |
| 9  | Children of a Lesser God             | 1.171                                          | ngày 22 tháng 4 năm 2018  | [ 19 ] |
| 10 | Team Bulldog: Off-Duty Investigation | 1.135                                          | ngày 28 tháng 6 năm 2020  | [ 20 ] |

- Bảng dưới đây liệt kê top 10 bộ phim truyền hình có lượng người xem cao nhất trên toàn quốc (triệu người), mỗi tập tương ứng có lượng người xem cao nhất trên toàn quốc và ngày.

| #  | Series                                | Số lượng người xem toàn quốc tính bằng triệu (Nielsen) | Ngày phát sóng tập cuối | Chú thích |
| -- | ------------------------------------- | ------------------------------------------------------ | ----------------------- | --------- |
| 1  | Voice 2                               | 1.957                                                  | 16 tháng 9 năm 2018     | [ 21 ]    |
| 2  | Life on Mars                          | 1.730                                                  | 5 tháng 8 năm 2018      | [ 22 ]    |
| 3  | Watcher                               | 1.602                                                  | 25 tháng 8 năm 2019     | [ 4 ]     |
| 4  | Voice 3                               | 1.534                                                  | 30 tháng 6 năm 2019     | [ 23 ]    |
| 5  | Player                                | 1.515                                                  | 11 tháng 11 năm 2018    | [ 24 ]    |
| 6  | Bad Guys: City of Evil                | 1.307                                                  | 4 tháng 2 năm 2018      | [ 25 ]    |
| 7  | Ký ức tội ác                          | 1.192                                                  | 22 tháng 3 năm 2020     | [ 26 ]    |
| 8  | Children of a Lesser God              | 1.171                                                  | 22 tháng 4 năm 2018     | [ 27 ]    |
| 9  | Biệt đội chó Bull: Điều tra ngoài giờ | 1.135                                                  | 28 tháng 6 năm 2020     | [ 28 ]    |
| 10 | Trap                                  | 1.093                                                  | 3 tháng 3 năm 2019      | [ 29 ]    |